# 施瓦察
施瓦察（德語：Schwarza，發音：[ˈʃvaʁtsa]）是德国图林根州施马尔卡尔登-迈宁根县的市镇，面积13.51平方千米，2023年12月31日人口为1,127人。